# 祁棟樑
祁棟樑（：1844年2月24日—1888年11月22日），是天主教比利時籍主教及方濟會會士。曾任中國湖北西南宗座代牧宗座代牧（1889年-1899年）。

## 生平
祁棟樑出生於1844年2月24日在比利時弗拉芒大區西法蘭德斯省的城市蒂爾特，21歲時加入方濟會，1868年6月6日，祁棟樑在24歲時晉鐸。
1889年5月12日，祁棟樑在44歲時正式獲時任教宗良十三世任命為湖北南境宗座代牧區宗座代牧，領銜土耳其科洛封教區主教。1889年5月12日，由湖北東境宗座代牧江成德主教主禮晉牧。
他曾分別主禮祝聖在1891年山西南境宗座代牧賀廣才主教和在1894年山東東境宗座代牧常明德主教，襄禮祝聖在1896年聖座駐波斯大使方濟·萊斯內總主教、在1902年柬埔寨宗座代牧讓-克洛德·布舒特主教和在1917年根特教區主教埃米爾-讓·西格斯。
1931年1月7日，祁棟樑主教在比利時弗拉芒大區的自治市根特病逝，享年86歲。